# تشاد فورد
تشاد فورد (بالإنجليزية: Chad Ford)‏ هو صحفي رياضي أمريكي، ولد في 1971 في كانساس سيتي في الولايات المتحدة.